# Theridion cazieri
Espèce
Theridion cazieri est une espèce d'araignées aranéomorphes de la famille des Theridiidae.

## Distribution
Cette espèce est endémique des Bahamas. Elle a été découverte sur Bimini.

## Description
Le mâle holotype mesure 2,7 mm et la femelle 3,1 mm.

## Étymologie
Cette espèce est nommée en l'honneur de Mont A. Cazier.

## Publication originale
- Levi, 1959 : The spider genera Achaearanea, Theridion and Sphyrotinus from Mexico, Central America and the West Indies (Araneae, Theridiidae). Bulletin of the Museum of Comparative Zoology, vol. 121, no 3, p. 57-163 (texte intégral).